# 社団法人
社団法人（しゃだんほうじん）とは、一定の目的で構成員（社員）が結合した団体（社団）のうち、法律により法人格が認められ権利義務の主体となるもの（法人）をいう。

## 概説
社員（構成員）により構成される団体で、法律上、法人格が付与されたものを社団法人と言う。社団としての実態は存在するが、法人格が付与されていないものは、権利能力なき社団（人格なき社団）といい、社団法人とは区別される。

### 社員
社団法人の社員とは、一般の会社員・従業員ではなく、
1. 社員総会や株主総会における議決権
2. 剰余金の配当を受ける権利
3. 残余財産の分配を受ける権利

のうち一つ以上の権利を有する構成員で、株式会社の場合は株主を指す。

### 過去
かつては、改正前民法34条に基づき設立される「社団法人」という名の社団法人と、特別法に基づき設立される社団法人が存在した。
公益法人制度改革により、「社団法人」という名の社団法人は存在しなくなった。
かつての「社団法人」は、特例社団法人として最長2013年（平成25年）11月30日まで存続した。

## 社団法人の種類

### 一般社団法人
一般社団・財団法人法に基づいて一定の要件を満たしていれば設立できる法人で、事業目的に公益性がなくても構わない。原則として、株式会社と同様に、全ての事業が課税対象となる。設立許可を必要とした従来の社団法人とは違い、一定の手続き及び登記さえ経れば、主務官庁の許可を得るのではなく準則主義によって誰でも設立することができる。
営利法人である株式会社等と異なり、設立者に剰余金または残余財産の分配を受ける権利を与える定款は無効となる（一般社団・財団法人法11条2項）。
事業年度末の貸借対照表の負債の部の合計額が200億円以上である一般社団法人は「大規模一般社団法人」（一般社団・財団法人法2条）といい、会計監査人を置かねばならない（一般社団・財団法人法62条）。
その法人の事業によって公益を確保するため存続を許すことが出来ないと認める場合、法務大臣、社員、債権者およびその他の利害関係人の申立てにより、裁判所は解散を命ずることができる（一般社団・財団法人法261条）。
事業原資はなくても2人以上の社員によって設立ができ、その後活動原資として基金を社員が拠出したり、または外部からの拠出を募ることができる（一般社団・財団法人法10条、117条）。拠出者の請求と合意で基金の返還義務を負い、貸借対照表の純資産額を超える場合は、超過の範囲内で拠出額の返還をしなければならない（一般社団・財団法人法141条）。事業の活動原資は基金を運用した運用益を当てることができる。収益事業と非収益事業とされる公益目的事業を行い、後者が50%を超える場合は、申請と認定を経て公益社団法人ともなれる。収益事業には課税され、株式会社などとの違いはない。
法人税法施行令3条に規定する要件を満たす一般社団法人を「非営利型一般社団法人」といい、収益事業のみ課税され、非営利事業については非課税となる。

### 公益社団法人
一般社団・財団法人法に基づいて設立された一般社団法人であり、公益目的事業を行い、行政庁により公益認定された社団法人のことであり、公益法人認定法で規定されている。独立した合議制機関の答申に基づいて内閣総理大臣または都道府県知事の認定が必要となり、特定公益増進法人の一つとして一定の要件を満たす寄附金は、税額控除の対象となる。

### 特例社団法人
かつての民法の規定に基づいて設立された公益目的の社団法人。特例財団法人と同じく特例民法法人の一つ。2013年（平成25年）11月30日までに、
1. 一般社団法人
2. 公益社団法人
3. 株式会社
4. 解散

のいずれかを選択した。
公益法人制度改革によって改革法案が施行される以前の2008年（平成20年）11月までは、単に「社団法人」といえば民法上の社団法人（公益法人の一類型である社団法人）のみを指すことが多かった。かつての民法上の社団法人とは、民法第34条に基づいて公益のために設立される法人の一つで、学術、技芸、慈善、祭祀、宗教その他の公益に関する社団であって、営利を目的としないものである。営利を目的とする社団法人は会社となる。営利とは構成員に利益を分配することで、利益を上げていても分配しない場合は営利性は否定される。法人の運営にあたっては、定款を定め、社員が議決権を持つ社員総会で意思決定をし、理事が業務執行および団体の代表を行う。
民法上の社団法人は、「定款」に基づき運営され、会員を社員と規定し、社員は不特定多数の利益を行為によって還元する。社団法人では社員による行為そのものが公益活動である。また民法上の社団法人は民法第67条にもとづいて主務官庁の監督を受ける。主務官庁は、業務範囲が都道府県内のときは都道府県庁であり、全国的な場合は国の省庁のいずれかである。
以上3形態の社団法人の、銀行振込などで使用する略称は「シヤ」。

### その他の社団法人
- 会社：根拠法は会社法
  - 株式会社
  - 合名会社
  - 合資会社
  - 合同会社
  - 特例有限会社：旧・有限会社法で設立された会社。会社法の施行により法律上は株式会社の一種となったが、一部特例がある。
- 相互会社：根拠法は保険業法
- 特定目的会社：根拠法は資産の流動化に関する法律
- 投資法人：根拠法は投資信託及び投資法人に関する法律
- 金融商品会員制法人：根拠法は金融商品取引法、旧称は証券会員制法人。
- 自主規制法人：根拠法金融商品取引法
- 旧・中間法人：根拠法は中間法人法（2008年（平成20年）11月で廃止）
  - 旧・有限責任中間法人 → 一般社団法人となる。
  - 旧・無限責任中間法人 → 特例無限責任法人となり、一般社団法人に移行できる。
- 医療法人：根拠法は医療法であり、社団法人・財団法人いずれの形態を選択できる。
- 特定非営利活動法人（NPO法人）：根拠法は特定非営利活動促進法（NPO法）
- 宗教法人：根拠法は宗教法人法
- 監査法人：根拠法は公認会計士法。監査法人をはじめとする以下に掲げる士業法人は、会社法上の合名会社の規定が準用される。
- 弁護士法人：根拠法は弁護士法
- 税理士法人：根拠法は税理士法
- 司法書士法人：根拠法は司法書士法
- 特許業務法人：根拠法は弁理士法
- 社会保険労務士法人：根拠法は社会保険労務士法
- 行政書士法人：根拠法は行政書士法
- 農業協同組合（農協）：根拠法は農業協同組合法
- 政党：根拠法は政党交付金の交付を受ける政党等に対する法人格の付与に関する法律
- 管理組合法人：マンションの管理組合に法人格を付与したもの。根拠法は建物の区分所有等に関する法律（区分所有法・マンション法）。
- 労働組合：一定の要件を満たし、法人登記をしたもの。根拠法は労働組合法。
- 日本赤十字社：日本における赤十字社。区分上では認可法人、法定上では特殊法人。

など。

## 記号
社団法人を表す㈳が「全角括弧付き社」としてUnicodeに含まれている。
| 記号 | Unicode | JIS X 0213 | 文字参照          | 名称                                           |
| ---- | ------- | ---------- | ----------------- | ---------------------------------------------- |
| ㈳   | U+3233  | -          | &#x3233; &#12851; | 全角括弧付き社 PARENTHESIZED IDEOGRAPH SOCIETY |
| ㊓   | U+3293  | -          | &#x3293; &#12947; | 丸社 CIRCLED IDEOGRAPH SOCIETY                 |